# Cochranella croceopodes
Cochranella croceopodes är en groddjursart som beskrevs av William Edward Duellman och Schulte 1993. Cochranella croceopodes ingår i släktet Cochranella och familjen glasgrodor. IUCN kategoriserar arten globalt som otillräckligt studerad. Inga underarter finns listade i Catalogue of Life.